# Sally Ninham
Sally Ninham es una deportista australiana que compitió en remo. Ganó una medalla de plata en el Campeonato Mundial de Remo de 1990, en la prueba de cuatro sin timonel ligero.

## Palmarés internacional
| Campeonato Mundial | Campeonato Mundial   | Campeonato Mundial | Campeonato Mundial        |
| Año                | Lugar                | Medalla            | Prueba                    |
| ------------------ | -------------------- | ------------------ | ------------------------- |
| 1990               | Tasmania (Australia) | Medalla de plata   | Cuatro sin timonel ligero |